# Anna Maier
Anna Rita Rajathi Maier (* 20. September 1977 in Zürich) ist eine Schweizer Radio- und Fernsehmoderatorin.

## Leben
Anna Maier wuchs als Tochter einer Inderin und eines Schweizers im Kanton Zürich auf und machte eine kaufmännische Lehre im Kinderspital Zürich. Parallel dazu moderierte sie erste Radiosendungen bei Radio Unispital, dem Haussender des Universitätsspitals Zürich. Nach Lehre und BMS arbeitete sie als Moderatorin und Redaktorin beim Zürcher Lokalsender Radio 24. Danach folgten Nachrichten- und Talk-Moderationen auf Tele24 (u. a. Inside), Sat.1 Zürich (people) und auf TeleZüri (u. a. TalkTäglich).
2004 wechselte sie in die Unterhaltung, moderierte zuerst das People-Magazin auf Sat.1 Schweiz, danach im Schweizer Fernsehen die Reisesendung einfach/luxuriös und ab 2005 die eigene Quiz-Show Eiger, Mönch und Maier. Weiterhin führte sie durch die Sendungen zur Wahl des Mister Schweiz und der Miss Schweiz.
Im Jahr 2006 war sie Co-Moderatorin der WM-Gala Hopp Schwiiz. Für Sat.1 moderierte sie von November 2006 bis Januar 2007 die Tanzcastingshow You can dance. 2007 und 2008 moderierte sie diverse Sendungen für das Schweizer Fernsehen und für Sat.1 Schweiz.
Von November 2011 bis März 2012 moderierte sie zusammen mit Sven Epiney die zweite Staffel der Casting-Sendung Die grössten Schweizer Talente im Hauptabendprogramm des Schweizer Fernsehens.
Von 2008 bis 2014 war Maier Moderatorin im Tagesprogramm von Radio SRF 3, von 2011 bis 2014 zusätzlich Gesprächsleiterin der Diskussionssendung «Focus». Ab 2014 arbeitete sie als Redaktorin bei der Nachrichtensendung Schweiz aktuell auf SRF 1, ab 2015 auch als Moderatorin und ab 2016 auch als Produzentin der Sendung. Auf Ende 2016 kündigte sie bei SRF und wechselte in die Privatwirtschaft.
2021 kehrt Anna Maier vor die Kamera zurück, indem sie die zweite Staffel von The Masked Singer Switzerland moderiert.
2021 erschien Anna Maiers erstes Buch "Sei du der Pilot deines Lebens" (Giger Verlag), ein Motivationsbuch für Umbruchphasen. Es erreichte in der ersten Verkaufswoche den 2. Platz in der Schweizer Sachbuch-Bestsellerliste. 
Anna Maier ist Mutter zweier Töchter und eines Sohnes.

## Auszeichnungen
- Gewinnerin Nachwuchs-Schriftsteller-Preis der Coop Zeitung, Schweiz 1992.
- TV-Star mit News Team von TeleZüri: «beste Sendung» 2005.
- Tele-Preis mit Moderations-Team einfach/luxuriös: «beste Sendung» 2005.
- Publikumspreis der Zeitschrift Tele: «beliebteste Moderatorin» 2005.